# Lei Tehcir

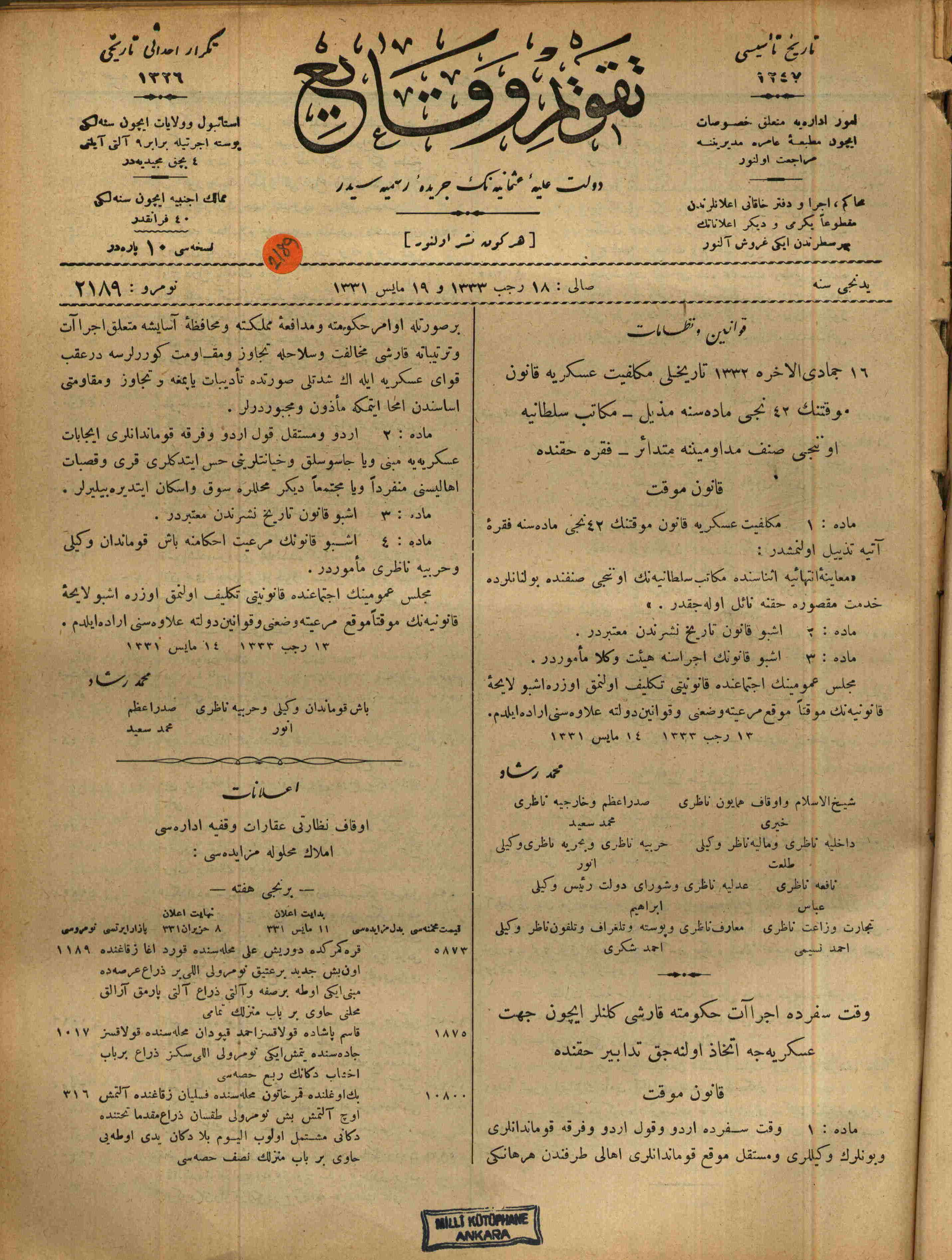
A Lei Tehcir

A Lei Tehcir (tehcir, é uma palavra árabe de origem turco-Otomano, e com o significado de "deportação" ou "deslocamento forçado", conforme definido pela Associação da Língua Turca), ou oficialmente, "Sevk ve Iskân Kanunu" pela Republica da Turquia (Relocação e Reassentamento de Direito) foi uma lei aprovada pelo Parlamento Otomano em 27 de maio de 1915, que autoriza a deportação da população armênia do Império Otomano. O reassentamento de campanha resultou na morte entre 800.000 - 1,800,000 de civis no que é comumente conhecido como o Genocídio armênio. O projeto de lei foi oficialmente promulgado em 1 de junho de 1915 e terminou em 8 de fevereiro de 1916.

## Questões
A Lei Tehcir era parte das "medidas especiais" (declarada em uma linguagem eufemística) contra a população armênia so Império Otomano durante a primeira Guerra Mundial. Este foi, juntamente com um segundo conjunto de ordens dadas pela  "Organização Especial" para a eliminação sistemática de evacuação da população durante as marchas da morte, incluindo também o alegado tomar posse das propriedades desocupadas.
Os arquivos dos documentos Otomano afirmam que as deportações armênias início em 2 de março de 1915.
Após a expiração da Lei Tehcir, expulsões e massacres ainda aconteceram. Em 13 de setembro de 1915, o parlamento Otomano aprovou a "Temporária do Direito de Expropriação e Confisco'', afirmando que toda a propriedade, incluindo a terra, o gado, e casas pertencentes a Armênios, era para ser confiscado pelas autoridades Otomanas.

## Antecedentes
Antes do parlamento Otomano implementar a "Lei Tehcir", houve uma circular por Talaat Pasha. Na noite de 24 de abril de 1915, Mehmed Talaat Bey, que foi ministro do interior na época, ordenou a deportação de 250 arménio intelectuais de Constantinopla.
Em maio de 1915, Mehmed Talaat Paxá solicitou que o Gabinete Otomano e, em seguida, o Grão-Vizir , Disse Halim Pasha para legalizar uma medida de transferência e liquidação dos Armênios para outros lugares. Nas palavras de Talaat palavras: "as revoltas armênia e massacres, que havia surgido em vários lugares do país, são uma ameaça à segurança nacional."

## A natureza da lei
A Lei Tehcir era oficialmente "temporária", com expiração em 8 de fevereiro de 1916. Era um direito civil, planejado, implementado e aplicado por um escritório (criado pela lei) para coordenar as atividades sob o nome de "Direcção-Geral Migrante" (turco-Otomano: Muhacirin Müdüriyet-eu Umumîyesi). O direito civil deu as força militares reforços obrigatório, e poder somente se houve partidos de oposição à execução. As regras e regulamentos da lei, conforme publicado no Takvim-eu Vekayi (jornal oficial Otomano), eram públicos e foram compartilhados com todos os partidos políticos.

## Conteúdo
A Lei Tehcir foi supostamente sobre:
1. as medidas militares contra aqueles que se opõem a ordens do governo, da defesa nacional e a proteção da paz e contra as organizações de ataques armados e resistência, e matar os rebeldes durante a agressão e revolta em tempo de guerra;
2. a transferência e o reassentamento em uma base única ou em massa, das pessoas que vivem em aldeias e cidades que são encontradas para ser envolvidas em espionagem ou traição;
3. A lei é temporária ao efeito e a expiração, e;
4. a definição de partes responsáveis (aplicação).

Um material de arquivo Otomano, datado de 12 de julho de 1915 sugere que os massacres foram parte dessas medidas implementadas contra os Armênios. A Corte Marcial Turca oferece suporte a isso, referindo-se aos documentos que afirmam que a principal razão para a evacuação foi aniquilação.
Embora esta lei era dirigida contra um determinado grupo étnico (os Armênios), a  população Assíria do Império Otomano também foi vítima, assim como alguns Cristãos do Oriente.
No texto da lei, não há nenhuma menção explícita à Questão Arménia, e o texto contém que(1) doentes, (2) os cegos, (3) os Católicos, (4) os Protestantes, (5) os soldados e suas famílias, (6) oficiais, (7) comerciantes, alguns trabalhadores e mestres não estavam sujeitos a evacuação. Se as condições pioraram, estes grupos são ordenados para ser assentados nos centros das cidades.
As Capitulações do Império Otomano concedeu aos missionários um protetorado estado. Há um grupo de regras que concedem direitos aos missionários sob o Império Otomano. Outro prolonga ordens aos missionários católicos armênios para não deixar o Império Otomano até a próxima ordem. Esta mensagem não foi respeitado, em alguns centros, como Maraş e Cônia.

### Teoria e aplicação da lei
A suposta intenção da lei, que foi publicada durante a  I Guerra Mundial, foi um "movimento temporário de cidadãos Otomano" durante os conflitos, e não o permanente deslocamento, como não havia um decreto (regulamento, ou adjunto) com relação ao realocados cidadãos pela "Lei Tehcir" que queria voltar; ele alegou que "exceto aquelas pessoas [afetados pela Lei], ninguém mais vai ser tocado." Além disso, se olharmos para a quarta seção da lei Tehcir, ela foi especificamente projetada para manter o fornecimento de unidades responsáveis para o acompanhamento e registro de imóveis da propriedade por assuntos de imigração. A lei incluía um responsável para a proteção de propriedades, caso os proprietários pudessem/fossem retornar mais tarde. Outra lei foi aprovada para regulamentar a aplicação desta seção, em 10 de junho de 1915. Nesta seção, exigia-se que há três cópias destas informações; mantidos nas igrejas regionais, um em cada administração regional, e um mantidos pela comissão responsável pela execução da lei. A segunda e a terceira partes da presente lei, de serem responsáveis pela proteção das propriedades até o retorno dos imigrantes.
Enquanto na superfície a lei foi supostamente temporária, a principal razão da lei era resolver a questão armênia de uma vez por todas, portanto, permanente. Kamuran Gurun revelou o material de arquivo do ministro da guerra, que fornece os objectivos da lei. Nesta carta, Enver leva-la como permanente, e não temporária, com o objetivo de resolver o problema armênio de uma vez por todas.
Embora afirma-se que as dívidas de evacuação da população estavam sendo completamente cancelada, e recorrente de dívidas tributárias (iptu) dos Armênios foram ser adiada até que o seu suposto retorno, e as propriedades armêniao foram apreendidas pelo governo, vendido ou dado para os muçulmanos residentes ou imigrantes. Uma quantidade significativa de dinheiro proveniente da venda das propriedades apreendidas foi transferidas e protegidas, em Berlim.

## Aspectos financeiros
Um fundo foi iniciado com a lei. O controle do fundo foi atribuído ao diretor Şükrü Bey, um diretório sob o escritório geral dos imigrantes (Imigrantes e Tribo Decantação). Ele foi acusado de cumplicidade durante os cortes marciais na destruição da população armênia. Também foi acusado de manter ligação entre o Ittihadists e a Organização Especial. A partir dos documentos:
| Orçamento para o Tehcir 1 de junho de 1915 a 8 de fevereiro de 1916 | Orçamento para o Tehcir 1 de junho de 1915 a 8 de fevereiro de 1916 |
| ------------------------------------------------------------------- | ------------------------------------------------------------------- |
| Província de Izmir                                                  | 150.000 kuruş                                                       |
| Província de Esquixequir                                            | 200.000 kuruş                                                       |
| Província de Ancara                                                 | 300.000 kuruş                                                       |
| Província de Cônia                                                  | 400.000 kuruş                                                       |
| Província de Adana                                                  | 300.000 kuruş                                                       |
| Província de Alepo                                                  | 300.000 kuruş                                                       |
| Província de Moçul                                                  | 500.000 kuruş                                                       |
| Província de Surie                                                  | 100.000 kuruş                                                       |
| Total                                                               | 2.250.000 kuruş                                                     |

Além disso, o governo Otomano sob os acordos internacionais atribuídos dentro das capitulações, habilitou para transferências de recursos utilizar os missionários e cônsules. Os armênios imigrantes dos Estados Unidos enviaram fundos, que foram distribuídos para os com o conhecimento do governo a essas instituições. A American Near East Relief Committee, uma organização de ajuda aos refugiados no Oriente Médio, ajudaram a doar mais de US  $102 milhões para armênios durante e após a guerra.
Note-se que os fundos dentro de províncias ajudou os imigrantes, cujo dinheiro e atribuições foram enviados em orçamentos provinciais, dependendo da condições e necessidades.
Estas são refutadas pelas restrição de acesso Otomanos aos seus próprios aliados para aliviar a fome da população armênios.

## Revogação da lei
A lei foi revogada em 21 de fevereiro de 1916, numa ordem enviada a todos as províncias Otomanas, mas a destruição da população armênia continuou. Foi alegado que prisioneiros políticos continuassem a ser deslocados para a província Der Zor. Todas as atividades finalizaram em 15 de março de 1916.